# شرلوک هولمز (فیلم ۱۹۳۲)
شرلوک هولمز (انگلیسی: Sherlock Holmes) فیلمی به کارگردانی ویلیام کی. هاوارد است که در سال ۱۹۳۲ منتشر شد. از بازیگران آن می‌توان به رجینالد اوئن اشاره کرد.